# Adriana Asti
Adriana Asti, född 30 april 1931 i Milano, Lombardiet, död 31 juli 2025 i Rom, var en italiensk skådespelerska.

## Utmärkelser
Asti har bland annat vunnit en special-David di Donatello för sin mångsidighet i sina roller 1974 och Nastro d'argentos pris för bästa kvinnliga huvudroll 2004 för De bästa åren.

## Roller i urval
- 1959 – Arrangiatevi
- 1960 – Rocco och hans bröder
- 1961 – Snyltaren
- 1964 – Före revolutionen
- 1964 – I visionari
- 1969 – Duett för kannibaler
- 1972 – Ludwig
- 1974 – Frihetens fantom
- 1979 – Caligula
- 1995 – Pasolini - ett italienskt brott
- 2003 – De bästa åren
- 2014 – Pasolini